# Ante Mašković
Ante Mašković (7 de agosto de 1979) es un deportista croata que compitió en natación.
Ganó tres medallas en el Campeonato Europeo de Natación en Piscina Corta, en los años 2000 y 2001.

## Palmarés internacional
| Campeonato Mundial en Piscina Corta | Campeonato Mundial en Piscina Corta | Campeonato Mundial en Piscina Corta | Campeonato Mundial en Piscina Corta |
| Año                                 | Lugar                               | Medalla                             | Prueba                              |
| ----------------------------------- | ----------------------------------- | ----------------------------------- | ----------------------------------- |
| 2000                                | Valencia (España)                   | Medalla de oro                      | 50 m espalda                        |
| 2000                                | Valencia (España)                   | Medalla de bronce                   | 4 × 50 m estilos                    |
| 2001                                | Amberes (Bélgica)                   | Medalla de plata                    | 50 m espalda                        |